# Ј (cirillico)
La Ј, minuscolo ј, chiamata i lunga, è una lettera dell'alfabeto cirillico. Viene usata in serbo ed in macedone. Rimpiazzò la tradizionale lettera cirillica accentata Й nella nuova versione dell'alfabeto edita da Vuk Karadžić, che così si attirò accuse di sottomissione ai cattolici austriaci da parte del clero ortodosso.